# Francisco García Roldán
Francisco García Roldán, nacido en Rute (Reino de Córdoba) el 28 de abril de 1664, fue un militar y filántropo español, fundador del Hospital de la Caridad de Cartagena (Región de Murcia).

## Biografía
Natural de Rute, ingresó llamado por la leva en los Batallones de Marina, antecedente de la Infantería de Marina, sirviendo en la galera San Miguel, que formaba parte de la Escuadra de Galeras de España sita en Cartagena. Existían por entonces dos hospitales en la ciudad, el Hospital de Santa Ana, regentado por la Orden Hospitalaria de San Juan de Dios y dependiente del Concejo, y el Real de Galeras, sujeto a la jurisdicción militar. Debido a que el sanatorio de San Juan tenía poca capacidad y no atendía a mujeres ni pobres, y el último era de uso exclusivo de la milicia, Francisco García, quien había pertenecido a la Hermandad de la Santa Caridad de Sevilla, decidió abrir un nuevo hospital en su propia casa, cerca de la ermita del arrabal de San Roque, hoy calle del Carmen.
Al partir en 1694, dejó la institución en manos de sus camaradas Alonso Cervera y Francisco Martínez. A su vuelta en 1696 trae consigo para colaborar al sevillano Francisco Bravo de Rosas, incorporándose además el soldado inválido Antonio Rosique Pérez. Francisco Fernández Angulo, obispo de Cartagena, aprobó la obra de los cinco militares, les autorizó a pedir limosnas y les concedió una asignación anual.
Consolidado ya el nuevo hospital, se constituyó la Junta de la Caridad, presidida por Francisco García como hermano mayor, y esta acordó en 1704 que Antonio Rosique sería el gestor de las instalaciones en ausencia de los demás miembros, puesto que su invalidez le permitía permanecer en Cartagena. García Roldán partió en 1707 hacia Tortosa y no se volvió a saber de él.
Su trabajo sobrevivió al paso de siglos, y actualmente el hospital heredero del situado en la calle del Carmen se encuentra en el barrio de Los Barreros, conocido popularmente como el «Hospital de los Pinos», mientras que de su antiguo emplazamiento en la calle de la Caridad queda la basílica del mismo nombre, construida en 1744. En agradecimiento y homenaje a su desvelo por los necesitados, en 1903 el escultor local Francisco Requena le dedicó por encargo del Ayuntamiento una estatua en mármol de Carrara que se encuentra en los jardines del citado hospital de Los Barreros.